# مايكل بيل (ممثل)
مايكل بيل (بالإنجليزية: Michael Bell)‏ مواليد 30 يوليو 1938 في بروكلين، نيويورك، الولايات المتحدة، هو ممثل ومخرج أمريكي بدأ مسيرته الفنية سنة 1957.

## الأعمال

### أفلام
- سيارات
- مزرعة في خطر
- ليتل نيمو: أدفاتشر إن سلومبلاند
- بوركو روسو
- السنافر
- حرب النجوم
- رابونزل
- توربو

### ألعاب فيديو
- أيج أوف إمبايرز 3
- ألفا بروتوكول
- بوابة بلدور
- كول أوف ديوتي
- دوم 3
- بروجكت زيرو II: كريمسن باترفلاي
- فريدوم فورس
- آيسوايند ديل
- ليغسي أوف كاين: ديفاينس
- ليجسي أوف كاين: سول ريفير
- سول ريفير 2
- رجوع لايتنينغ: فاينل فانتازي XIII
- لوست أوديسي
- ميتال غير سوليد 2: سنز أوف لبرتي
- ميتال غير سوليد 3: سنيك إيتر
- نينجا غايدن
- راتشت أند كلانك فيوتشر: كراك ان تايم
- راتشت أند كلانك أول 4 ون
- راتشت أند كلانك:جونج كوماندو
- راتشت أند كلانك:أب يور أرسنال
- راتشت: ديدلوكد
- شال شاك :نام '67
- ستار تريك: ديب سبيس ناين
- ترانسفورميرس: ديفاستيشن
- وورلد أوف ووركرافت: الفيلق
- زينوساغا إيبيسود 2

## وصلات خارجية
- مايكل بيل على موقع IMDb (الإنجليزية)
- مايكل بيل على موقع ميتاكريتيك (الإنجليزية)
- مايكل بيل على موقع قاعدة بيانات الأفلام العربية
- مايكل بيل على موقع ميوزك برينز (الإنجليزية)
- مايكل بيل على موقع قاعدة بيانات الأفلام السويدية (السويدية)
- مايكل بيل على موقع ديسكوغز (الإنجليزية)
- مايكل بيل على موقع قاعدة بيانات الفيلم (الإنجليزية)
- الموقع الرسمي